# Tanja Miletić Oručević
Tanja Miletić Oručević (ur. 6 lutego 1970 w Sarajewie) – bośniacka reżyserka teatralna i tłumaczka.

## Życiorys
Tanja Miletić Oručević wychowała się w Mostarze, gdzie uczęszczała do gimnazjum i szkoły muzycznej II stopnia. Studiowała komparatystykę na Uniwersytecie w Sarajewie oraz reżyserię na tamtejszej Akademii Sztuk Scenicznych. Po wybuchu wojny w 1992 kontynuowała naukę w Krakowie. Ukończyła reżyserię teatralną w Państwowej Wyższej Szkole Teatralnej w Krakowie. Doktoryzowała się na Akademii Sztuk Scenicznych im. Leoša Janáčka w Brnie (JAMU).
Pierwsze przedstawienia reżyserowała jeszcze w Krakowie w ramach niezależnego studia Łaźnia. Od 2000 pracuje głównie w Bośni i Hercegowinie oraz innych państwach byłej Jugosławii. Większość życia zawodowego spędziła w Mostarze, gdzie była m.in. dyrektorką teatru młodych. Współzakładała tam Katedrę Sztuk Dramatycznych na Uniwersytecie Džemala Bijedića. Dwa lata wykładała także na JAMU. Związana także z Teatrem im. Stefana Żeromskiego w Kielcach. Laureatka szeregu nagród, m.in. w Brčku, Zenicy, Jajcach.
Publikuje nt. współczesnego dramatu, tematyki płci, kwestii społecznych. Tłumaczy z języka polskiego, m.in. Witolda Gombrowicza (Bakakaj, Trans-Atlantyk), Wisławę Szymborską, Czesława Miłosza, Marcina Świetlickiego, Andrzeja Bursę. Redaktorka i tłumaczka zbioru polskiego dramatu XXI wieku Mortal Kombajn: poljska drama XXI stoljeća.
Jej mężem jest Husein Oručević, mostarski dziennikarz, absolwent Uniwersytetu Jagiellońskiego, od 2022 konsul honorowy RP w Mostarze.

## Sztuki
- Jean Genet: Sluškinje, Studio Łaźnia Kraków
- Slobodan Šnajder: Zmijin svlak, Studio Łaźnia Kraków
- Graffiti o vrlini, scenariusz z Zoranem Mlinarevićem według tekstu Bertolda Brechta, SARTR Sarajevo
- Kazimierz Brandys / Radovan Marušić: Škripa vremena, BNP Zenica
- Mark Ravenhill: Shopping & F***ing, MESS Sarajevo
- Nikolaj Koljada: Kokoš, NP Tuzla
- Gina Moxley: Danti-Dan, Pozorište mladih Sarajevo
- Dž. Latić / H. Džafić: Srebrenički inferno, BNP Zenica
- Sarah Kane: Pročišćeni, MESS Sarajevo
- Maksim Gorki: Do dna, BNP Zenica Feral Tribune Cabaret, Putujuće pozorište Hasije Borić
- Damir Šodan: Noć dugih svjetala, MTM Mostar
- Almir Bašović: Re: Pinochio, CTC Skopje
- Eugene Ionesco: Ludilo udvoje, BNP Zenica
- Harold Pinter: Bez pogovora, BNP Zenica
- współreżyseria z Seadem Đulićem: Ibrahim Kajan: Katarina Kosača, MTM Mostar
- Irfan Horozović: Priče iz šadrvanskog vrta, Festival Dionysia Rim
- Bertolt Brecht: Pir malograđana, Fakultet humanističkih nauka Mostar
- Almir Imširević: Kad bi ovo bila predstava, Fakultet humanističkih nauka Mostar
- Vasilij Sigarjev: Bubamara, FHN Mostar
- Magdalena Fertacz: Apsint, FHN Mostar[1].